# 1975–1976-os NHL-szezon
Az 1975–1976-os NHL-szezon az ötvenkilencedik NHL-szezon volt.

## Tabella
Megjegyzés: a vastagon szedett csapatok bejutottak a rájátszásba

### Prince of Wales-főcsoport
| Adams-divízió           | MSz | Gy | V  | D  | SzG | KG  | P   |
| ----------------------- | --- | -- | -- | -- | --- | --- | --- |
| Buffalo Sabres          | 80  | 48 | 15 | 17 | 313 | 237 | 113 |
| Boston Bruins           | 80  | 46 | 21 | 13 | 339 | 240 | 105 |
| Toronto Maple Leafs     | 80  | 34 | 31 | 15 | 294 | 276 | 83  |
| California Golden Seals | 80  | 27 | 42 | 11 | 250 | 278 | 65  |

| Norris-divízió      | MSz | Gy | V  | D  | SzG | KG  | P   |
| ------------------- | --- | -- | -- | -- | --- | --- | --- |
| Montréal Canadiens  | 80  | 58 | 11 | 11 | 337 | 174 | 127 |
| Los Angeles Kings   | 80  | 38 | 33 | 9  | 263 | 265 | 85  |
| Pittsburgh Penguins | 80  | 35 | 33 | 12 | 339 | 303 | 82  |
| Detroit Red Wings   | 80  | 26 | 44 | 10 | 226 | 300 | 62  |
| Washington Capitals | 80  | 11 | 59 | 10 | 224 | 394 | 32  |

### Clarence Campbell-főcsoport
| Patrick-divízió     | MSz | Gy | V  | D  | SzG | KG  | P   |
| ------------------- | --- | -- | -- | -- | --- | --- | --- |
| Philadelphia Flyers | 80  | 51 | 13 | 16 | 348 | 209 | 118 |
| New York Islanders  | 80  | 42 | 21 | 17 | 297 | 190 | 101 |
| Atlanta Flames      | 80  | 35 | 33 | 12 | 262 | 237 | 82  |
| New York Rangers    | 80  | 29 | 42 | 9  | 262 | 333 | 67  |

| Smythe-divízió        | MSz | Gy | V  | D  | SzG | KG  | P  |
| --------------------- | --- | -- | -- | -- | --- | --- | -- |
| Chicago Black Hawks   | 80  | 32 | 30 | 18 | 254 | 261 | 82 |
| Vancouver Canucks     | 80  | 33 | 32 | 15 | 271 | 272 | 81 |
| St. Louis Blues       | 80  | 29 | 37 | 14 | 249 | 290 | 72 |
| Minnesota North Stars | 80  | 20 | 53 | 7  | 195 | 303 | 47 |
| Kansas City Scouts    | 80  | 12 | 56 | 12 | 190 | 351 | 36 |

## Kanadai táblázat
| Játékos           | Csapat                         | MSz | G  | A  | P   | B   |
| ----------------- | ------------------------------ | --- | -- | -- | --- | --- |
| Guy Lafleur       | Montréal Canadiens             | 80  | 56 | 69 | 125 | 36  |
| Bobby Clarke      | Philadelphia Flyers            | 76  | 30 | 89 | 119 | 136 |
| Gilbert Perreault | Buffalo Sabres                 | 80  | 44 | 69 | 113 | 36  |
| Bill Barber       | Philadelphia Flyers            | 80  | 50 | 62 | 112 | 104 |
| Pierre Larouche   | Pittsburgh Penguins            | 76  | 53 | 58 | 111 | 33  |
| Jean Ratelle      | New York Rangers/Boston Bruins | 80  | 36 | 69 | 105 | 18  |
| Pete Mahovlich    | Montréal Canadiens             | 80  | 34 | 71 | 105 | 76  |
| Jean Pronovost    | Pittsburgh Penguins            | 80  | 52 | 52 | 104 | 24  |
| Darryl Sittler    | Toronto Maple Leafs            | 79  | 41 | 59 | 100 | 90  |
| ifj. Syl Apps     | Pittsburgh Penguins            | 80  | 32 | 67 | 99  | 24  |

## Kapusok statisztikái
| Játékos          | Csapat                  | MSz | Gy | V  | D  | Perc | KG  | SO | KGÁ  |
| ---------------- | ----------------------- | --- | -- | -- | -- | ---- | --- | -- | ---- |
| Ken Dryden       | Montréal Canadiens      | 62  | 42 | 10 | 8  | 3580 | 121 | 8  | 2.03 |
| Glenn Resch      | New York Islanders      | 44  | 23 | 11 | 8  | 2546 | 88  | 7  | 2.07 |
| Dan Bouchard     | Atlanta Flames          | 47  | 19 | 17 | 8  | 2671 | 113 | 2  | 2.54 |
| Wayne Stephenson | Philadelphia Flyers     | 66  | 40 | 10 | 13 | 3819 | 164 | 1  | 2.58 |
| Billy Smith      | New York Islanders      | 39  | 19 | 10 | 9  | 2254 | 98  | 3  | 2.61 |
| Gilles Gilbert   | Boston Bruins           | 55  | 33 | 8  | 10 | 3123 | 151 | 3  | 2.90 |
| Tony Esposito    | Chicago Black Hawks     | 68  | 30 | 23 | 13 | 4003 | 198 | 4  | 2.97 |
| Rogatien Vachon  | Los Angeles Kings       | 51  | 26 | 20 | 5  | 3060 | 160 | 5  | 3.14 |
| Wayne Thomas     | Toronto Maple Leafs     | 64  | 28 | 24 | 12 | 3684 | 196 | 2  | 3.19 |
| Gary Simmons     | California Golden Seals | 40  | 15 | 19 | 5  | 2360 | 131 | 2  | 3.33 |

## Stanley-kupa rájátszás

### Első forduló
A divízióbajnokok egyenesen bekerültek a negyeddöntőbe; a többi nyolc csapat az első fordulóban egy három mérkőzésből álló szériát játszott a negyeddöntőbe jutásért.
- Buffalo Sabres (4) 2 – St. Louis Blues (12) 1
- New York Islanders (5) 2 – Vancouver Canucks (11) 0
- Toronto Maple Leafs (7) 2 – Pittsburgh Penguins (8) 1
- Los Angeles Kings (6) 2- Atlanta Flames (9) 0

### Negyeddöntő
- Montréal Canadiens (1) 4 – Chicago Black Hawks (10) 0
- Buffalo Sabres (4) 2 – New York Islanders (5) 4
- Philadelphia Flyers (2) 4 – Toronto Maple Leafs (7) 3
- Boston Bruins (3) 4 – Los Angeles Kings 3

### Elődöntő
- Montréal Canadiens (1) 4 – New York Islanders (5) 1
- Philadelphia Flyers (2) 4 – Boston Bruins (3) 1

### Döntő
Montréal Canadiens vs. Philadelphia Flyers
| Dátum     | Idegenben           | Eredmény | Otthon              | Eredmény | Megjegyzés |
| --------- | ------------------- | -------- | ------------------- | -------- | ---------- |
| Május 9.  | Philadelphia Flyers | 3        | Montréal Canadiens  | 4        |            |
| Május 11. | Philadelphia Flyers | 1        | Montréal Canadiens  | 2        |            |
| Május 13. | Montréal Canadiens  | 3        | Philadelphia Flyers | 2        |            |
| Május 16. | Montréal Canadiens  | 5        | Philadelphia Flyers | 3        |            |

A hét mérkőzésből álló párharcot (négy győzelemig tartó sorozatot) a Montréal nyerte 4:0-ra, így ők lettek a Stanley-kupa bajnokok.

## NHL díjak
- Prince of Wales-trófea — Montréal Canadiens
- Clarence S. Campbell-tál – Philadelphia Flyers
- Art Ross-trófea – Guy Lafleur, Montréal Canadiens
- Bill Masterton-emlékkupa – Rod Gilbert, New York Rangers
- Calder-emlékkupa – Bryan Trottier, New York Islanders
- Conn Smythe-trófea Reggie Leach, Philadelphia Flyers
- Hart-emlékkupa – Bobby Clarke, Philadelphia Flyers
- Jack Adams-díj – Don Cherry, Boston Bruins
- James Norris-emlékkupa – Denis Potvin, New York Islanders
- Lady Byng-emlékkupa – Jean Ratelle, New York Rangers/Boston Bruins
- Lester B. Pearson-díj – Guy Lafleur, Montréal Canadiens
- Plusz/minusz vezető – Bobby Clarke, Philadelphia Flyers
- Vezina-trófea (legjobb kapusok) – Ken Dryden, Montréal Canadiens
- Lester Patrick-trófea (USA-i hoki iránti szolgálat) – Stan Mikita, George A. Leader, Bruce A. Norris

### Első All-Star csapat
- Kapus: Bernie Parent, Philadelphia Flyers
- Hátvéd: Denis Potvin, New York Islanders
- Hátvéd: Brad Park, Boston Bruins
- Center: Bobby Clarke, Philadelphia Flyers
- Balszélső: Bill Barber, Philadelphia Flyers
- Jobbszélső: Guy Lafleur, Montréal Canadiens

### Második All-Star csapat
- Kapus: Glenn Resch, New York Islanders
- Hátvéd: Börje Salming, Toronto Maple Leafs
- Hátvéd: Guy Lapointe, Montréal Canadiens
- Center: Gilbert Perreault, Buffalo Sabres
- Balszélső: Rick Martin, Buffalo Sabres
- Jobbszélső: Reggie Leach, Philadelphia Flyers

## Debütálók
Itt a fontosabb debütálók szerepelnek, első csapatukkal. A csillaggal jelöltek a rájátszásban debütáltak.
- Willi Plett, Atlanta Flames
- Dennis Maruk, California Golden Seals
- Bob Murray, Chicago Black Hawks
- Gary Sargent, Los Angeles Kings
- Doug Jarvis, Montréal Canadiens
- Doug Risebrough, Montréal Canadiens
- Mario Tremblay, Montréal Canadiens
- Bryan Trottier, New York Islanders
- Mel Bridgman, Philadelphia Flyers

## Visszavonulók
Itt a fontosabb olyan játékosok szerepelnek, akik utolsó NHL-meccsüket ebben a szezonban játszották.
- Gary Bergman, Kansas City Scouts
- ifj. Bryan Hextall, Minnesota North Stars
- Chico Maki, Chicago Black Hawks
- Bill White, Chicago Black Hawks
- Bob Nevin, Los Angeles Kings
- Mickey Redmond, Detroit Red Wings
- Terry Crisp, Philadelphia Flyers
- André Boudrias, Vancouver Canucks (a World Hockey Associationban továbbjátszott)
- Tommy Williams, Washington Capitals (a World Hockey Associationban továbbjátszott)